# Međunarodni dan borbe protiv homofobije
Međunarodni dan borbe protiv homofobije (eng. International Day Against Homophobia and Transphobia, IDAHO) obilježava se svakog 17. svibnja u svijetu.

## Nastanak i obilježavanje
Koordinira se iz odbora IDAHO utemeljenog u Parizu kojim je predsjedao francuski akademik, Louis-Georges Tin. Dan se slavi u više od 50 zemalja u svijetu i službeno je priznat od strane Europske unije, Meksika, Kostarike i dr.
Međunarodni dan borbe protiv homofobije ima za cilj koordinirati međunarodne događaje kojima bi se postiglo poštovanje lezbijki i homoseksualaca u svijetu. Za razliku od LGBT Pride dana, na kojima se ističe ponos nečijom seksualnosti i odbijanjem da se srami od nje, na Međunarodni dan borbe protiv homofobije ističe se da je homofobija štetna i mora biti razorena u svojoj logici i protiv nje se treba otvoreno boriti.
Kao dan kojim se obilježava Međunarodni dan borbe protiv homofobije izabran je 17. svibnja, jer je homoseksualnost kao bolest uklonjena iz Međunarodne klasifikacije bolesti i Svjetske zdravstvene organizacije (WHO) 17. svibnja 1992.
U 2003. godini kanadska organizacija Fondation Émergence pokrenula je sličan događaj, Nacionalni dan protiv homofobije, ali su ga 1. lipnja 2006. promijenili u 17. svibnja, da se pridruže međunarodnom pokretu. 
Godine 2006., IDAHO odbor je pokrenuo peticiju "za univerzalnu dekriminalizaciju homoseksualnosti". Mnogo ljudi se potpisalo, uključujući i nekoliko dobitnika Nobelove nagrade (Desmond Tutu, Dario Fo, José Saramago, Elfriede Jelinek, Amartya Sen), mnogi ugledni političari (Jacques Delors, bivši predsjednik Europske komisije), Thomas Hammarberg (dužnosnik Vijeća Europe), mnogi umjetnici (Meryl Streep, Cyndi Lauper, Elton John, David Bowie, itd.) i mnogi intelektualci (Judith Butler, Bernard Henri Lévy, itd.)
Godine 2008., za IDAHO 17. svibnja, francuska vlada je odlučila uvesti poseban dio u tekst u Općoj skupštini Ujedinjenih naroda. Tako je donesena Deklaracija o seksualnoj orijentaciji i rodnom identitetu, uz potporu 67 članica 18. prosinca. To je bio prvi put u Općoj skupštini UN.
Mnogo aktivnosti prema postizanju tih ciljeva napravila je i postiže francuska vlada, osobito Ministar za ljudska prava Rama Yade.
U bliskoj suradnji s Nizozemskom, Francuska vlada saziva svjetski kongres o ljudskim pravima, seksualnoj orijentaciji i rodnom identitetu 15. svibnja 2009.
Za 2009. godinu IDAHO kampanja je uglavnom bila usmjerena na transfobije, odnosno nasilje nad "trans" ljudima. IDAHO je zatim pokrenuo Međunarodni dan protiv homofobije i transfobije. Nova peticija je pokrenuta, u suradnji s drugim LGBT organizacijama, i to je bilo podržano od strane više od 300 nevladinih organizacija iz 75 zemalja, po 3 dobitnika Nobelove nagrade (Elfriede Jelinek, Françoise Barré-Sinoussi, Luc Montagnier). A uoči Međunarodnog dana borbe protiv homofobije 2009., Francuska je postala prva zemlja u svijetu koja je službeno uklonila transrodna pitanja iz svojeg popisa duševnih bolesti. 
.
Za 2010. i 2011. godinu, IDAHO kampanju je predložio Louis-Georges Tin i bit će povezana s religijama. Ideja je da se vjerske vođe ne pita što oni misle o homoseksualnosti ili transrodnosti več što oni misle o homofobiji i transfobiji i odobravaju ili neodobravaju nasilje prema LGBT osobama.
Republika Hrvatska se pridružila međuregionalnoj skupini zemalja koja podržava donošenje Deklaracije o spolnoj orijentaciji i rodnom identitetu Opće skupštine UN-a.

## Vanjske poveznice
- http://www.b92.net/zivot/vesti.php?nav_id=360771